# والاگرایی

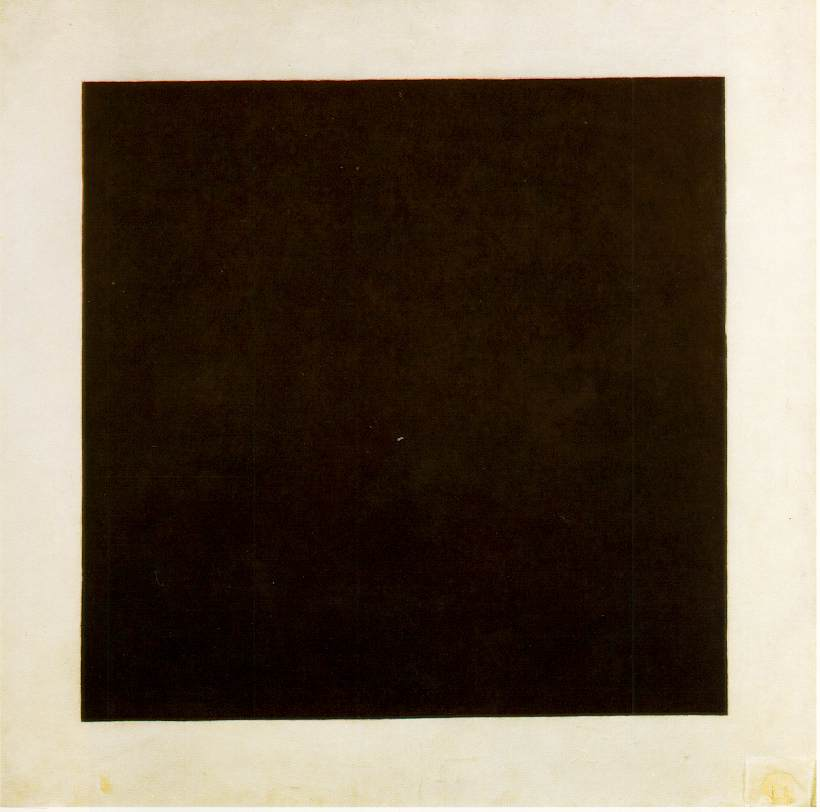
کازیمیر ماله‌ویچ، مربع سیاه، ۱۹۱۳

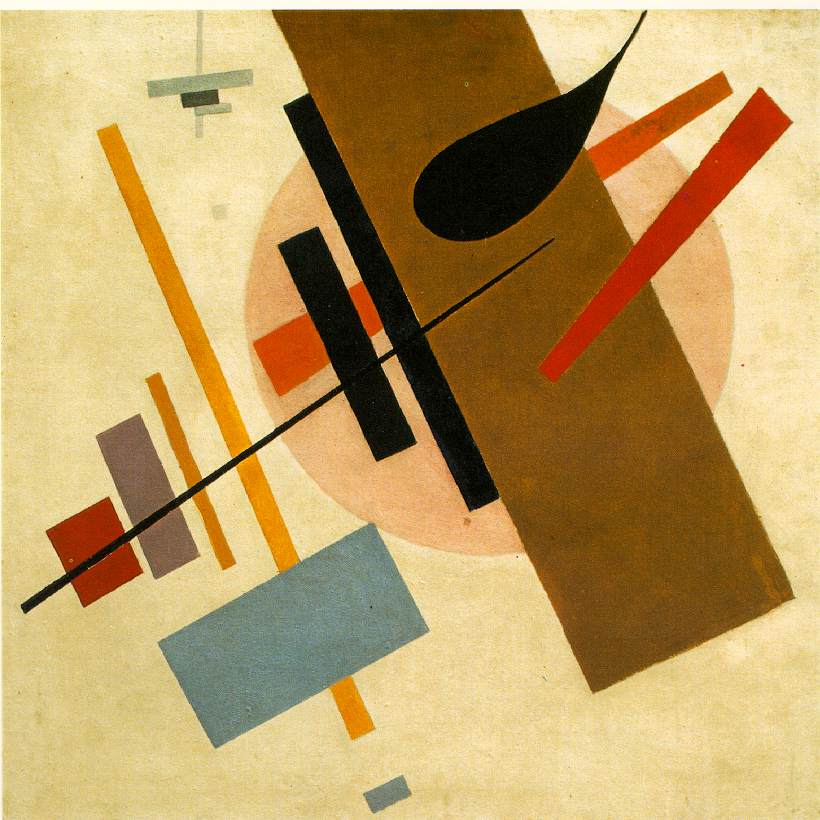
ساختارگری ناب (ناب‌ساختار شماره ۵۸)، موزهٔ هنر، کراسنودار ۱۹۱۶.

والاگرایی، ساختارگری ناب یا سوپره‌ماتیسم (به روسی: Супрематизм) یک جنبش هنری است که در سال ۱۹۱۳ توسط کازیمیر ماله‌ویچ در روسیه پایه‌گذاری شد. عناصر اصلی در این شیوه که منشعب از کوبیسم است عبارتند از چهارگوش، سه‌گوش، دایره و صلیب. همچنین رنگ‌های به‌کار رفته در این سبک رنگ‌هایی یک‌دست با استفاده از سیاه و سفید هستند. والاگرایی نخستین نظام ترکیب‌بندی انتزاعی ناب است.
او بعداً نظریه خود را در کتابی توضیح داد. ماله‌ویچ اولین نقاشی سوپره‌ماتیست خود را به صورت مربعی سیاه بر زمینه سفید ارائه کرد؛ و دربارهٔ آن نوشت: «این یک مربع تهی نیست، بلکه تجربهٔ غیر عینیت است… علو احساس محض است…»
آثار سوپره‌ماتیست اولیهٔ ماله‌ویچ، تمرین‌های ساده هندسی و دوبعدی‌اند که در آنها، غالباً، از رنگ‌های اولیه استفاده شده. بعداً، کار او بغرنج‌تر می‌شود: بدین‌سان که دو یا چند گروه از صور هندسیِ وابسته به یکدیگر - به سبب آنکه روی هم قرار می‌گیرند، یا پیش‌آینده یا پس‌رونده به نظر می‌ایند - جلوهٔ فضای سه بعدی ایجاد می‌کنند.

## گروه سوپره‌ماتیسم
در سال ۱۹۱۳ گروهی از معماران، مهندسان و نقاشان که نام سوپره‌ماتیسم بر خود نهاده بودند و تصمیم در پذیرفتن «ماشین» به عنوان نمادِ عصر حاضر داشتند گرد هم آمدند. عنصر اصلی اندیشه آنان رئالیسم ستیزی بود که نخست به شکل شورشی ساده علیه نقاشی سه‌پایه‌ای - که در نظر آنان اصطلاحی خاص برای دوران قبل از صنعتی‌شدن به‌شمار می‌رفت - متجلی گردید. روش آنان ایجاد ترکیب‌بندی بر روی سطح دو بُعدی و صاف نبود، بلکه ایجاد ساختمان در فضا بود و شکل پدید آمده الزاماً هماهنگ یا زیبا نبود بلکه دینامیک و شبه‌کارکردی بود.
به عبارتی کار هنر این شد که خصوصیات بیانی یک ماشین کارآمد را داشته باشد.
اعضای گروه چهارنفره سوپره‌ماتیسم که تجمع آنان در مسکو بود عبارت بودند از کازیمیر مالویچ، ولادیمر تاتلین، آنتوان په وسنر و نائوم گابو.
در ابتدا، آنهااز نظر اندیشه و عمل یکسان بودند و به اصالت عقل و نحوه‌ای از تفکر ریاضیگونه در اثر هنری اهمیت می‌دادند. اثری با پایگاه زیبایی‌شناسی که ارائه دهنده هندسه‌ای بی‌واسطه، ساده و روشن باشد.
اما در نهایت با پیوستن چند تن از آنان به مکتب کانستراکتیویسم فاصله‌ای میانشان پدید آمد.
عناصر هنر سوپره‌ماتیسم مربع، مستطیل، دایره، مثلث و خطوط متقاطع و رنگ‌های اصلی بود. اولین صورت آشکار این هنر، مربع کاملی به رنگ سیاه بر زمینه سفید بود که توسط مالویچ اجرا شد.
مالویچ سوپره‌ماتیسم را این گونه تعریف می‌کند «آنچه را که من سوپره‌ماتیسم می‌نامم برتری احساس ناب در هنر خلاق است. پدیده‌های بصری دنیای عینی در نظر هنرمند سوپره‌ماتیست به خودی خود بی‌معنی‌اند و آنچه معنی دارد احساس است، آن هم احساسی کاملاً مجزا از محیطی که آن را موجب شده باشد.»